# Загоскін Сергій Іліодорович
Заго́скін Сергі́й Іліодо́рович (нар. 1836, Кострома — 26 листопада 1904) — російський архітектор і викладач.

## Біографія
1836 р. — народився в Костромі. Брат Іліодора Загоскіна
1863 р. — закінчив Петербурзький Інститут корпусу інженерів шляхів сполучення й отримав звання інженера.
Десять років працював міським архітектором Таганрога.
1881 р. — брав участь в архітектурному конкурсі на фасад Харківської міської управи (2-а премія).
1883 р. — призначений на посаду помічника державного інспектора Курсько-Харківсько-Севастопольської залізниці. На цій посаді головним чином опікувався розширенням і реконструкцією Харківського залізничного вокзалу.
1883–1890 рр. — Харківський міський архітектор.
Одночасно в 1887–1904 рр. — викладач Харківського технологічного інституту. Читав курси лекцій з архітектурного проектування, гідротехнічних споруд. До групи викладачів залучив таких талановитих архітекторів, як В. Х. Нємкін, В. В. Хрустальов, О. М. Бекетов, М. І. Ловцов.
1887 р. — дійсний член Харківського відділення Імператорського російського технічного товариства.
1889–1899 рр. — розробив «Курс гідротехнічних споруд».
1893 р. — організував першу харківську проектну контору «Архітектурне бюро», у співробітництві з І. І. Загоскіним і М. І. Ловцовим.
Член правління Артілі російських інженерів.

## Творчість
Будинки, споруджені за проєктами Сергія Загоскіна, деякі з них є пам'ятками архітектури:
- Кінець XIX ст. — житловий будинок з крамницею на вул. Катеринославській (нині Полтавський Шлях, 26). У співавторстві з І. І. Загоскіним. Охорон. № 373.
- Кінець XIX ст. — училище ім. О. С. Пушкіна по Мало-Панасівському пров., 1. Охорон. № 590. Нині Центр професійно-технічної освіти № 4 м. Харкова.[2]
- 1886–1896 рр. — ремісниче училище на вул. Петінській (нині вул. Георгія Тарасенка, 4).
- 1891 р. — дитячий притулок на Куликівському узвозі, З (нині Харківський базовий медичний коледж № 1).
- 1891, 1913 рр. — школа сліпих по вул. Сумській, 55 (нині гімназія-інтернат для сліпих дітей). Реконструював Ф. І. Шустер, добудував В. В. Величко. Охорон. № 402.
- 1894–1898 рр. — недільна школа Товариства розповсюдження грамотності (нині лікарня) по вул. Ветеринарній вулиці (нині вул. Свободи, 26/28). Охорон. № 237.
- 1895 р. — хлібопекарня по вул. Чоботарській, 80. У різних джерелах авторство Загоскіна С. І. або Загоскіна І. І. Імовірне авторство В. Г. Кричевського.[3] Охорон. № 392.
- Початок XX ст. — будинок Ліги боротьби з туберкульозом на майдан Оборонний Вал, 12 (нині житловий будинок). У співавторстві з В. Г. Кричевським. Охорон. № 471.
- 1906 р. — реконструкція у співавторстві з І. І. Загоскіним будинку Ради з'їзду гірничопромисловців на вул. Сумській, 18/20 (нині Харківський радіотехнічний технікум). (1902 p., архіт. Б. Г. Михаловський). Охорон. № 85.

Крім того, спорудив залізничний вокзал на станції Лозова (1891–1893 pp.), після чого у 1895 р. йому доручили спроектувати Південний вокзал у Харкові (1896–1901 pp., зведений Ю. С. Цауне, Д. Шпіллером. Не зберігся).
Не збереглись такі його будівлі, як Ново-Сергіївський торговельний ряд на Сергіївській площі (80-і роки), Олександрівська каплиця на Привокзальній площі (1885–1886 pp.), мурована арка для входу на Рибний базар з вул. Університетської (кін. XIX ст.)

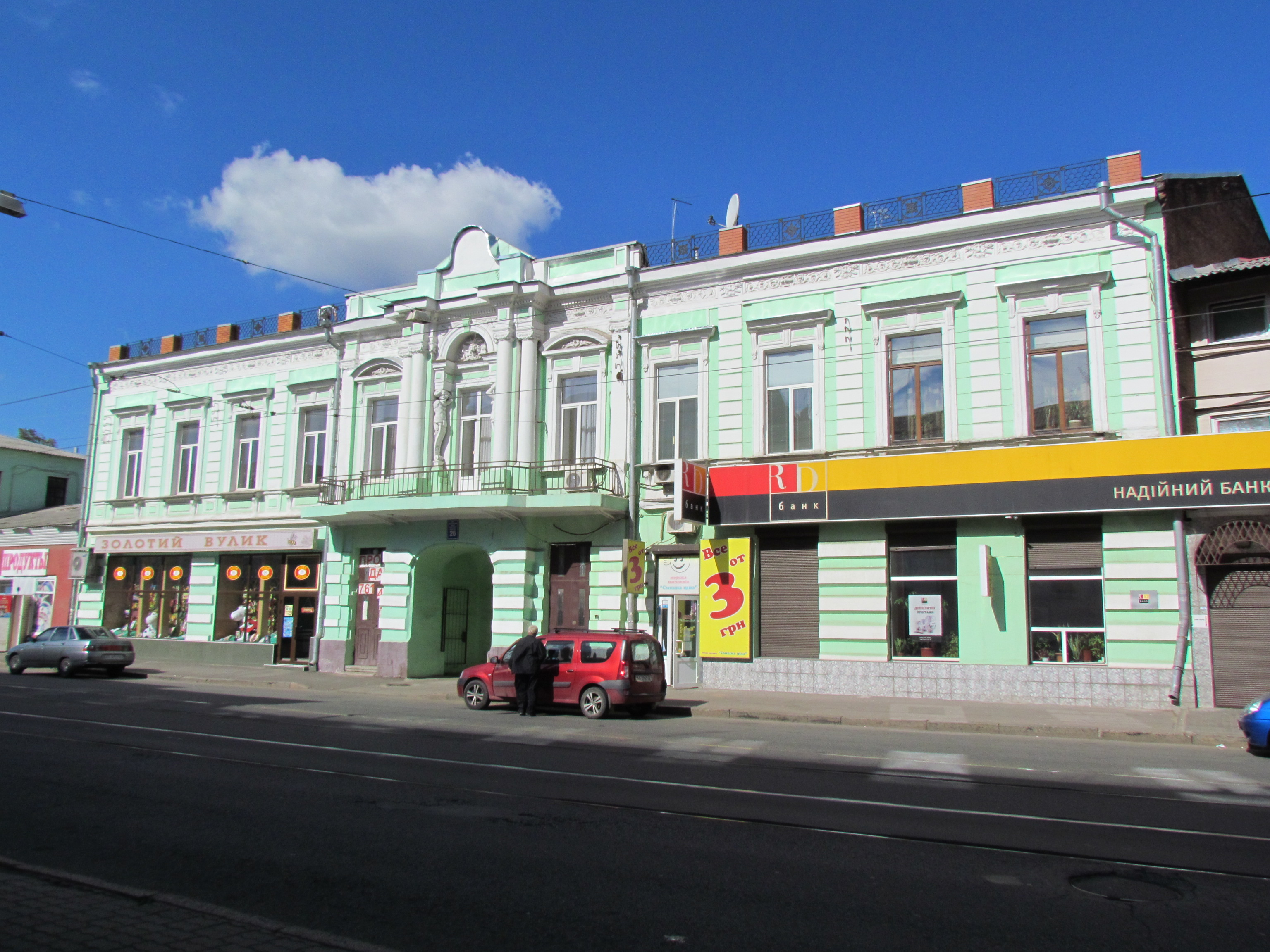
Полтавський Шлях, 26
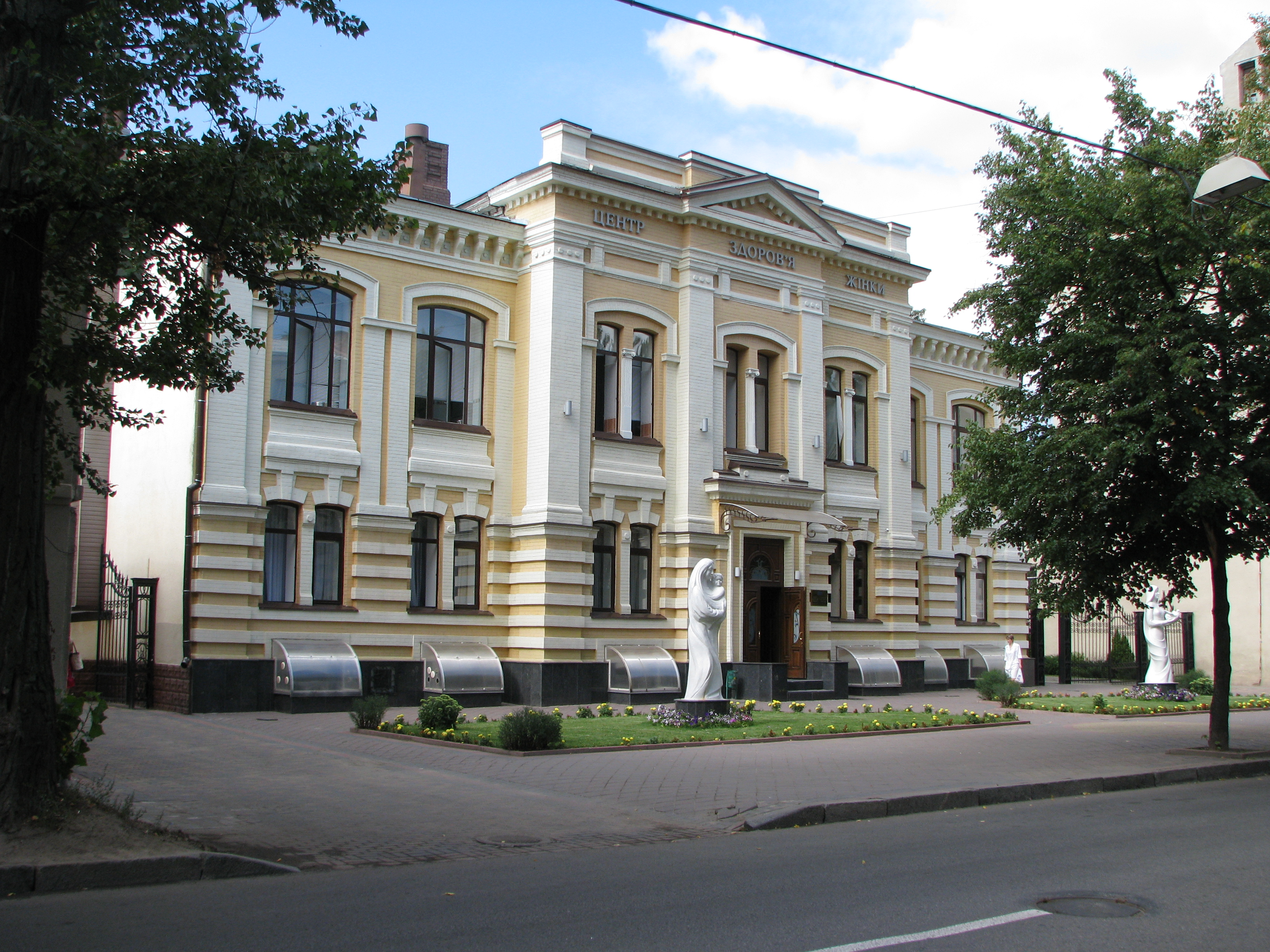
Товариство розповсюдження грамотності, вул. Свободи, 26/28
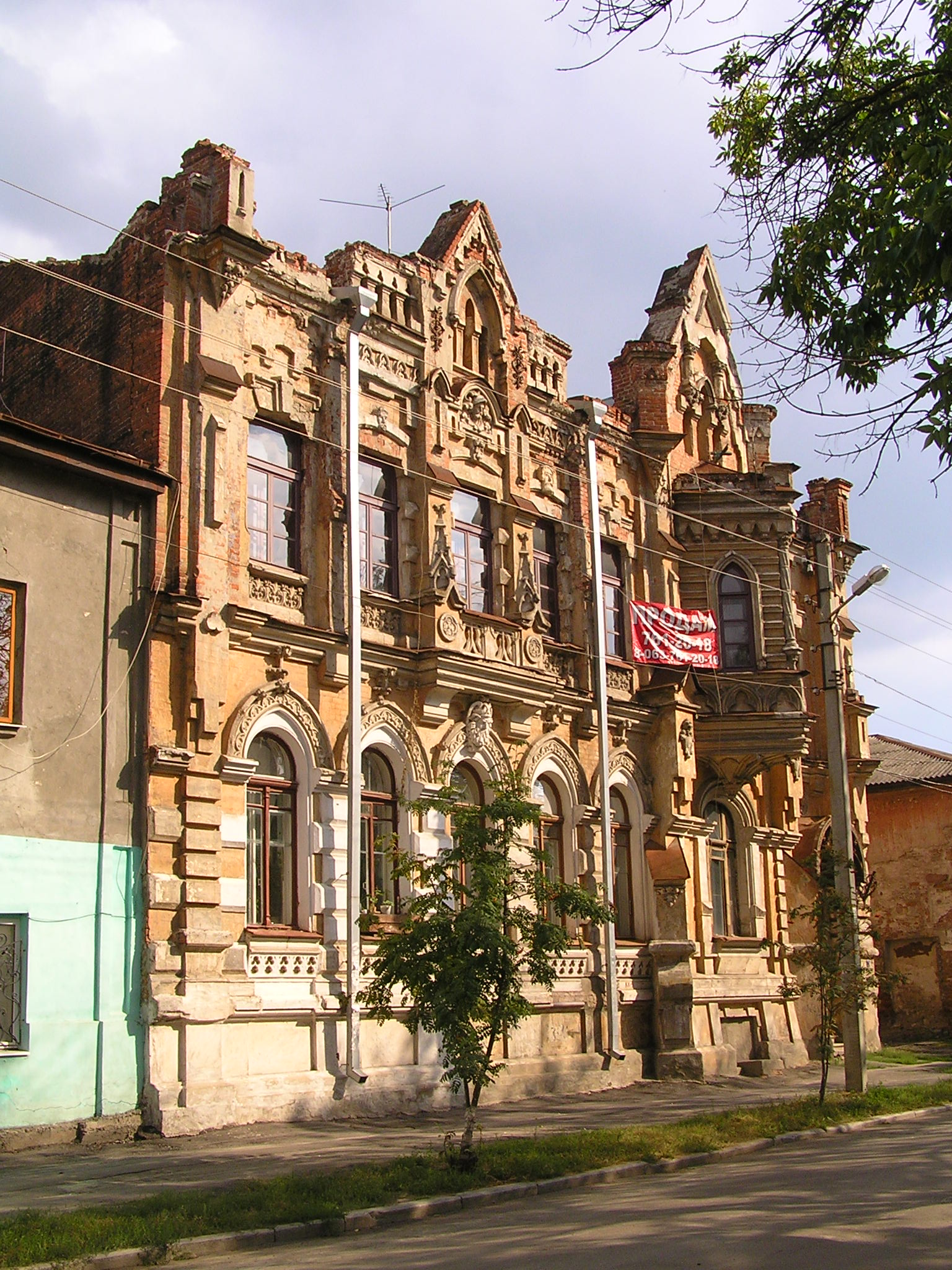
Будинок ліги боротьби з туберкульозом, м-н Оборонний Вал, 12
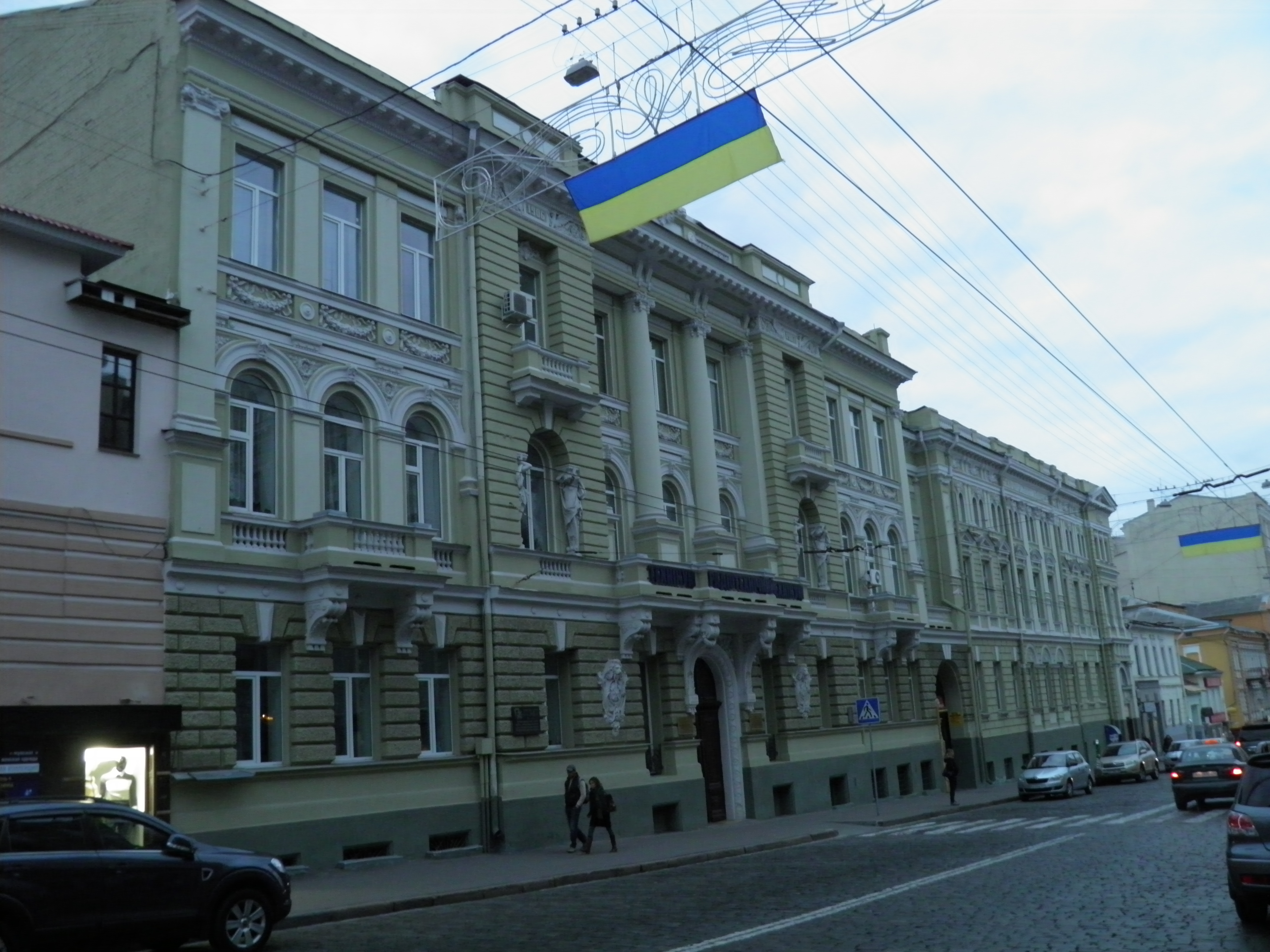
Будинок Ради з'їзду гірничопромисловців, вул. Сумська, 18/20

## Деякі факти з життя
Відомо, що спочатку Сергій Загоскін мешкав на Зміївській вулиці, 8 (нині Аерокосмічний проспект), а в 1885-1886 рр. звів власний будинок на вул. Мироносицькій, 38 (нині НДІ Метрології).
Сергій Загоскін звернув увагу на юного Василя Кричевського, коли той працював креслярем. У 1889 р. Сергій Іліодорович узяв до своєї родини малозабезпеченого, але талановитого і працелюбного юнака. Він три роки виховував і навчав його разом зі своїми синами, після чого влаштував його на роботу помічником міського архітектора. Згодом Василь Кричевський називав Сергія Загоскіна своїм учителем і другим батьком.